# Nikolaus Harnoncourt
Nikolaus Harnoncourt (Johann Nicolaus, conde de la Fontaine y de Harnoncourt-Unverzagt, Berlín, Alemania, 6 de diciembre de 1929 - St. Georgen im Attergau, Austria, 5 de marzo de 2016) fue un director de orquesta austríaco, uno de los pioneros en la interpretación historicista con instrumentos originales (o réplicas fieles) y criterios musicológicos de las obras del periodo clásico y anterior.

## Biografía
Nació en Berlín, fue llevado a Graz y estudió música en Viena. Su madre, Ladislaja Gräfin von Meran (Condesa de Meran), Freiin von Brandhoven (Baronesa de Brandhoven), era la nieta del archiduque Juan de Austria-Estiria. Su padre Eberhard d'Harnoncourt-Unverzagt había estudiado ingeniería para trabajar en Berlín. De su primer matrimonio tenía dos hijos. Dos años después del nacimiento de Nikolaus, nació su hermano Philipp Harnoncourt.
La familia se trasladó a Graz, en donde el padre consiguió un puesto en el gobierno estatal (Landesregierung) de Estiria. Nikolaus Harnoncourt fundó el Concentus Musicus Wien con su esposa, Alicia Hoffelner, en 1953 mientras tocaba el violonchelo con la Orquesta Sinfónica de Viena. Aquel conjunto se dedicó a ejecuciones con instrumentos auténticos del período, y por los años 70 su trabajo con aquel conjunto había hecho a Harnoncourt bastante conocido. Tocaba entonces la viola da gamba y el violonchelo.
Posteriormente tocó con muchas otras orquestas usando instrumentos modernos, pero con la atención puesta en la autenticidad histórica en términos de tempo, dinámicas, etc. Amplió su repertorio, continuando con la ejecución de obras de música barroca que lo habían hecho famoso, pero también triunfando en el repertorio de la opereta vienesa. En años recientes, ha hecho una grabación referencial de las sinfonías de Beethoven con la Orquesta de Cámara de Europa.
En 1971, Harnoncourt comenzó un proyecto en común con el director Gustav Leonhardt para grabar todas las cantatas de Johann Sebastian Bach. El proyecto fue terminado en 1990, y (salvo algunas cantatas, las n.º 51 y 199) fue el primer y único ciclo de cantatas en utilizar tanto un coro como solistas masculinos (niños y contratenores) en vez de mujeres. De este modo se atiende también al criterio historicista en el aspecto vocal, que apenas ha sido tenido en cuenta.
En 1982, grabó para la televisión austriaca ORF el Oratorio de Navidad de Bach con el Coro de Niños de Tölz y en 1985 la Pasión según San Juan del mismo compositor, también con el Tölzer Knabenchor e igualmente disponible en DVD, que obtuvo en 2006 el premio discográfico Diapason d'or. En ambas interpretaciones intervinieron niños tanto en el coro como en las partes solistas de soprano y contralto, del mismo modo que se hacía en los tiempos de Bach.
A partir de la década de los ochenta, la actividad de Harnoncourt se centró principalmente en la producción y grabación de los más importantes títulos operísticos mozartianos al frente de la Ópera de Viena. También retornó con frecuencia a la Ópera de Zúrich para llevar a cabo ejemplares lecturas de obras del primer Romanticismo (e incluso de Verdi).
A partir de entonces, Harnoncourt ha desarrollado su actividad de investigación al frente de los tres mejores conjuntos sinfónicos europeos, Concertgebouw de Ámsterdam, Filarmónica de Berlín y, especialmente, la Filarmónica de Viena, conjunto del que Harnoncourt ha sido uno de sus directores principales en los últimos tiempos. En 1985, se fundó el Festival de Estiria como fruto del vínculo entre Harnoncourt y su residencia habitual de Graz. Sus producciones de la música de Schumann, Wagner, Verdi, Bizet y Offenbach han sido alabadas por la crítica, aunque su mayor éxito fue una representación integral del Idomeneo mozartiano en 2008, que fue considerada como un acontecimiento musical (según la crónica entusiasta del Frankfurter Runschau).
En los años 2001 y 2003, dirigió el Concierto de Año Nuevo de Viena al frente de la Orquesta Filarmónica de Viena. En 2001, una grabación de la Pasión según San Mateo del mencionado compositor, aclamada por la crítica y que ganó el Grammy, incluye la partitura completa de la obra en un CD-ROM.
Nikolaus Harnoncourt ha sido uno de los directores más significativos de su época y sus lecturas destacan por su sentido incisivo y por una magistral intención de dar relieve a los contrastes en la búsqueda de una nueva expresividad. Su estilo de dirección era tan firme como seguro, valiéndose de una gesticulación integral que a veces caía en una fijación visual casi obsesiva. Como intérprete de Bach, Harnoncourt logró elaborar un discurso musical dinámico y afiligranado que contrastó con el estilo monumental y lineal de las interpretaciones precedentes. Su labor como director de las óperas de Monteverdi es considerada como histórica y concienzuda, llegando a adoctrinar a los miembros de la Orquesta de la Ópera de Zúrich en la ejecución de instrumentos originales.
Se lo considera un especialista en la música de Mozart. Los perfiles de la conducción mozartiana de Harnoncourt son duros, afilados, cortantes y en cierto modo ásperos. Parece como si Harnoncourt quisiera subrayar lo meramente ideológico en la imagen ligera de Mozart, y lo que en la visión habitual queda silenciado por una perfección aparente se convierte en su caso en una impulsiva energía que busca la fibra más profunda.
Lo que verdaderamente impacta del modo de dirección de Harnoncourt no es una mayor y más refinada fidelidad a las obras, sino la negación de las formas de lectura, posiciones y condiciones preexistentes. Y, pese a su casi sagrada fidelidad al texto escrito, Harnoncourt se resuelve por una subjetividad interpretativa que irradia sobre el podio merced a su tensa y enérgica forma de dirigir.

## Premios
Obtuvo el doctorado honoris causa en música por las universidades de Universidad del Mozarteum (véase Mozarteum), Salzburgo (Austria) 2008, Universidad de la Música y de la Danza de Colonia, Colonia (Alemania) 2011 y la Universidad de Edimburgo, Edimburgo (Reino Unido).
En el año 1994, recibió el Polar Music Prize, un premio concedido por la Real Academia de Suecia de Música y en el 2001 el Premio Kioto, que otorga la Fundación Inamori, de Kioto. Después recibió la Leipzig Bach medal (2007; Lipsia)
En 2012, recibió la Medalla de Oro de la Royal Philharmonic Society.